# 12 Years a Slave
12 Years a Slave (bra: 12 Anos de Escravidão; prt: 12 Anos Escravo) é um filme britânico-luxemburguês-estadunidense de 2013, do gênero drama histórico-biográfico, com roteiro de John Ridley baseado no livro autobiográfico Twelve Years a Slave, de Solomon Northup.

## Sinopse
Solomon Northup, um homem negro livre nascido no estado de Nova Iorque, é sequestrado em Washington, D.C. e vendido como escravo, sendo forçado a trabalhar em plantações no estado de Louisiana por 12 anos, até ser libertado.

## Elenco
- Chiwetel Ejiofor como Solomon Northup
- Michael Fassbender como Edwin Epps
- Lupita Nyong'o como Patsey
- Sarah Paulson como Mary Epps

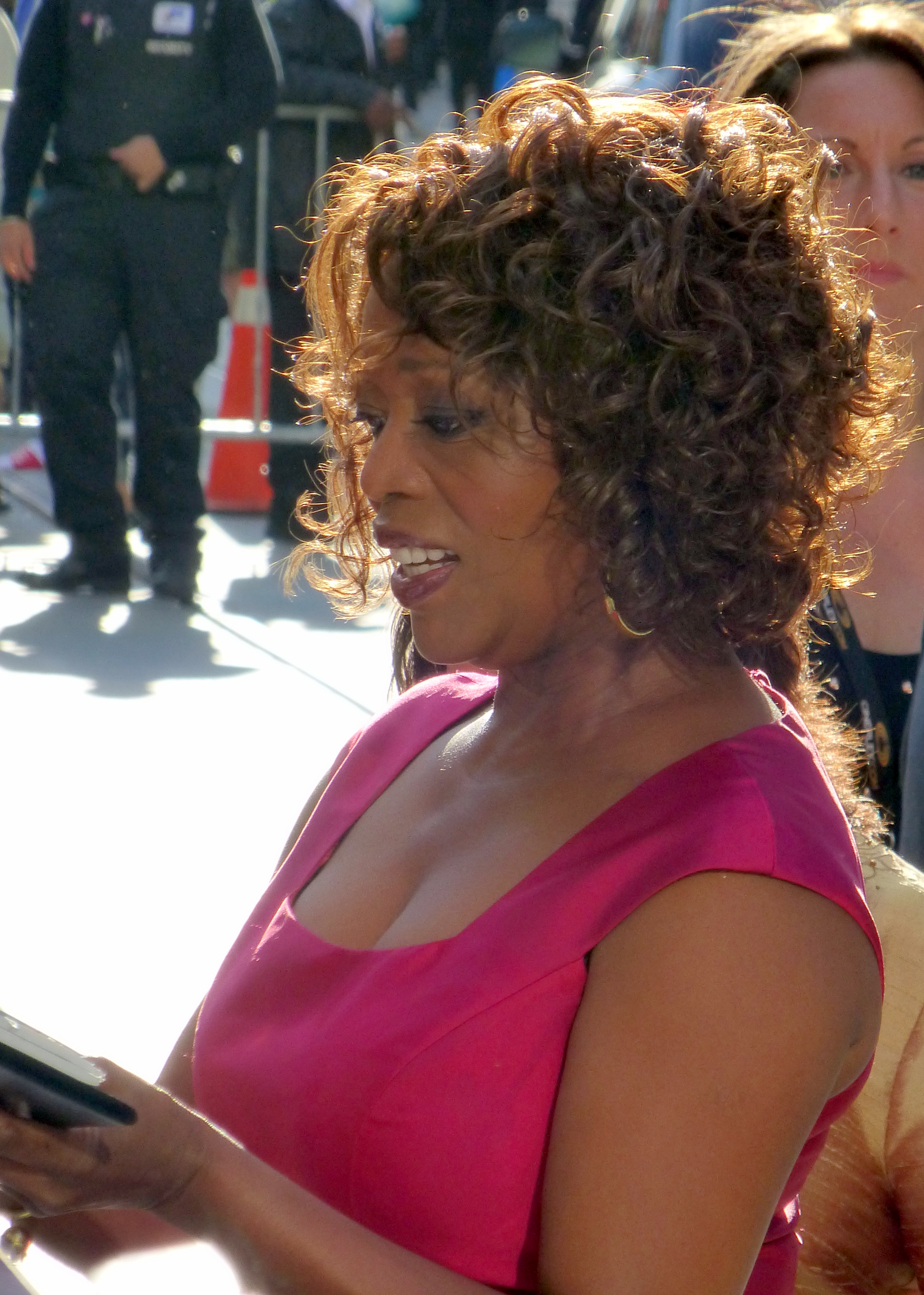
Woodard na premiere de 12 Years a Slave

- Benedict Cumberbatch como William Ford
- Brad Pitt como Samuel Bass
- Paul Dano como John Tibeats
- Adepero Oduye como Eliza
- Paul Giamatti como Theophilus Freeman
- Garret Dillahunt como Armsby
- Scoot McNairy como Brown
- Taran Killam como Hamilton
- Chris Chalk como Clemens Ray
- Michael K. Williams como Robert
- Kelsey Scott como Anne Northup
- Alfre Woodard como Harriet Shaw
- Quvenzhané Wallis como Margaret Northup
  - Devyn A. Tyler como Adulta Margaret Northup
- Cameron Zeigler como Alonzo Northup
- Rob Steinberg como Parker
- Jay Huguley como Xerife Villiere
- Christopher Berry como James Burch
- Bryan Batt como Juiz Turner
- Bill Camp como Radburn
- Dwight Henry como Tio Abram
- Ruth Negga como Celeste

## Produção

### Desenvolvimento

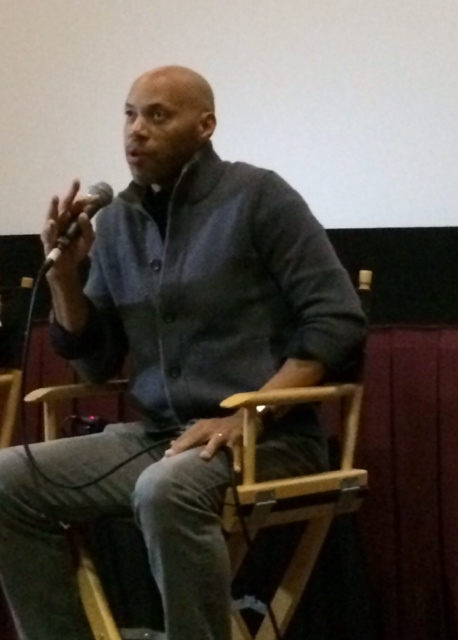
John Ridley no San Diego Film Festival de 2013

Depois de conhecer o roteirista John Ridley numa exibição da Creative Artists Agency de Hunger, em 2008, o diretor Steve McQueen entrou em contato com Ridley sobre seu interesse em fazer um filme sobre "a era escrava na América", com "um personagem que não era óbvio em termos de seu comércio de escravidão". Desenvolvendo a ideia para a frente e para trás, os dois não atingiram um acordo até a esposa de McQueen ter encontrado o livro de memórias de Solomon Northup de 1853, Twelve Years a Slave. Ele disse a cerca do livro de memórias de Northup:
"Eu li esse livro e fiquei totalmente atordoado e ao mesmo tempo muito chateado comigo mesmo, por não conhecê-lo. Eu vivo em Amsterdã, onde Anne Frank é uma heroína nacional, e para mim este livro se equivale ao diário de Anne Frank, só que escrito 97 anos antes — um relato em primeira mão da escravidão."
Depois de estar em desenvolvimento há algum tempo, o filme foi anunciado oficialmente em agosto de 2011 com McQueen dirigindo e Chiwetel Ejiofor estrelando como Solomon Northup, um negro livre que foi sequestrado e vendido como escravo no Deep South. McQueen comparou a conduta de Ejiofor "de classe e dignidade" à de Sidney Poitier e Harry Belafonte. Em outubro de 2011, Michael Fassbender (que atuou em filmes anteriores Hunger e Shame de McQueen) se juntou ao elenco. No início de 2012, o resto dos papéis foram lançados, e as filmagens estava programado para começar no final de Junho de 2012. No começo de 2012,o restante do elenco foi definido,e as filmagens foram agendadas para junho de 2012.
Para captar a linguagem e dialetos da época e regiões em que o filme se passa, professor de dialeto Michael Buster foi trazido para ajudar o elenco na alteração de seu discurso. A linguagem tem uma qualidade literária relacionada com o estilo de escrita do dia e da forte influência do Bíblia do Rei Jaime. Buster explicou:
"Nós não sabemos o que soou como escravos na década de 1840, então eu usei apenas amostras rurais do Mississippi e Louisiana [para atores Ejiofor e Fassbender]. Então, para Benedict [Cumberbatch], encontrei alguns reais de classe alta de Nova Orleães dos anos 30. E então eu também trabalhei com Lupita Nyong'o, que é queniana, mas ela fez a sua formação na Universidade de Yale. Então, ela realmente mudou seu discurso para que ela pudesse fazer discurso americano."

### Filmagem

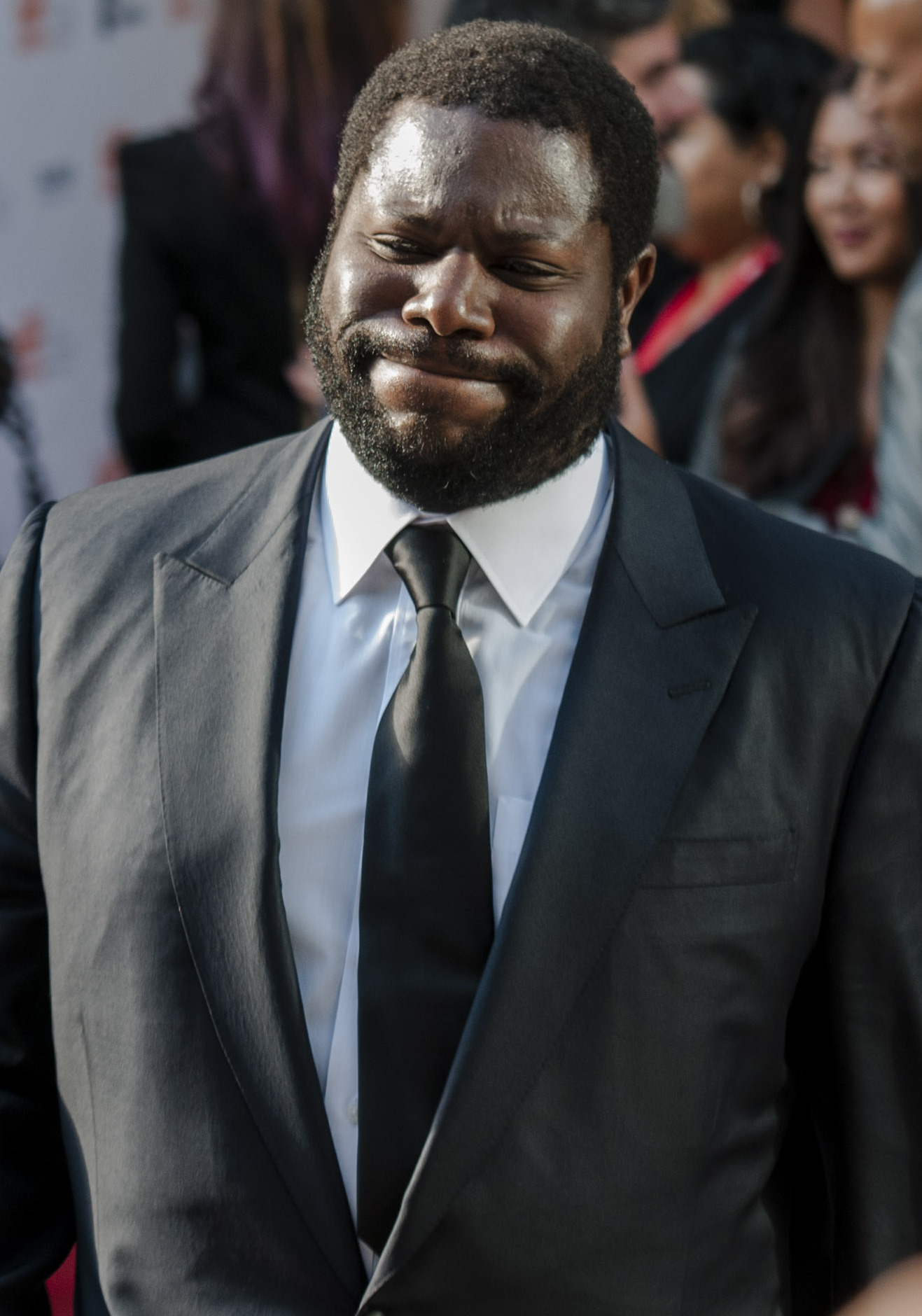
Steve McQueen na premiere de 12 Years a Slave no Festival de Toronto de 2013

Com um orçamento de produção de $20 milhões, filmagem principal começou em Nova Orleães, Louisiana, em 27 de junho de 2012. Depois de sete semanas, filmagens foram concluídas em 13 de agosto de 2012. Como uma maneira de manter os custos de produção, a maior parte das filmagens ocorreu em torno da área metropolitana de Nova Orleans — principalmente ao sul do país em Red River, no norte do Estado, onde o histórico Northup foi escravizado. Entre os locais utilizados foram quatro plantações históricas anteriores à guerra: Felicity, Magnólia, Bocage, e Destrehan. Magnolia, uma plantação em Natchitoches, Louisiana, está a poucos quilômetros de um dos locais históricos onde Northup foi mantido. "Para saber que estávamos ali, no lugar onde essas coisas ocorreram era tão poderoso e emocional", disse o ator Chiwetel Ejiofor. "Esse sentimento de dança com fantasmas — é palpável." As filmagens também tiveram lugar no Hotel Columns e Madame John's Legacy em French Quarter de Nova Orleães.
O diretor de fotografia Sean Bobbitt, operador de câmera principal do filme, gravou 12 Years a Slave com filme 35 mm com relação de aspecto 2.35:1 widescreen utilizando tanto um Arricam LT e ST. "Particularmente para um filme de época, o filme dá ao público um sentido definido de tempo e qualidade", disse Bobbitt. "E por causa da natureza épica da história, widescreen claramente fez mais sentido. Widescreen significa um grande filme, um conto épico –
neste caso, um conto épico de resistência humana."
Os cineastas evitaram o estilo visual dessaturado que é típico de uma estética de documentário mais arenoso. Deliberadamente comparações de desenhos visuais nas filmagens para as obras do pintor espanhol Francisco Goya, explicou McQueen,
"Quando você pensa sobre Goya, que pintou as imagens mais horrendas de violência e tortura e assim por diante, e eles são incríveis, pinturas requintadas, uma das razões que eles são tão maravilhosas pinturas é porque o que ele está dizendo é: 'Veja - Veja com isso. 'Então, se você pintá-lo mal ou colocá-lo no tipo de perspectiva errada, você chamar mais atenção para o que há de errado com a imagem, em vez de olhar para a imagem."

### Design
Para descrever com precisão o período de tempo do filme, os cineastas realizou uma ampla pesquisa, que incluiu estudar arte da época. Com oito semanas para criar o guarda-roupa, a figurinista Patricia Norris colaborou com traje de faroeste para compilar figurinos que ilustram a passagem do tempo, enquanto também é historicamente preciso. Usando uma paleta de cores tom terra, Norris criou cerca de 1,000 figurinos para o filme. "Ela [Norris] tomaram amostras de terra de todos as três plantações para combinar com as roupas", disse McQueen", e ela teve a conservação com Sean Bobbitt para lidar com a temperatura do personagem em cada plantação, havia um monte de mínimos detalhes." Os cineastas também usaram algumas peças de roupa descobertos em conjunto que foram usadas pelos escravos.

### Música
A trilha sonora de 12 Years a Slave foi composta por Hans Zimmer, com música original de violino na tela escritas e arranjadas por Nicholas Britell e executada por Tim Fain. O filme também apresenta algumas peças de clássico faoeste e música popular americana, como "Trio in B-flat, D471" de Franz Schubert' e arranjo de "Run Nigger Run" de John e Alan Lomax. O álbum da trilha sonora, 12 Years a Slave: Music from and Inspired by the Motion Picture, foi lançado digitalmente em 5 de novembro e recebeu um lançamento formato físico dia 11 Novembro de 2013, pela Columbia Records. Além da trilha de Zimmer, o álbum conta com músicas inspiradas por artistas como John Legend, Alicia Keys, Chris Cornell, e Alabama Shakes. Cover de "Roll Jordan Roll" de Legend  estreou online três semanas antes do lançamento da trilha sonora.

## Precisão histórica
O estudioso de cultura e história afro-americano Henry Louis Gates Jr. foi consultor no filme, e pesquisador David Fiske, co-autor de Solomon Northup: The Complete Story of the Author of Twelve Years A Slave, forneceram algum material usado para comercializar o filme. No entanto, revistas e notícias e artigos em torno da época do lançamento do filme descreveram alegando alguma licença que o estudioso poderia ter tido com o livro de Northup, e as liberdades que McQueen tomou definitivamente do original de Northup, por dramático, modernização, ou por outros motivos.
Scott Feinberg escreveu no The Hollywood Reporter sobre um artigo de 22 de setembro do New York Times que "destacou um ensaio de 1985 por outro estudioso, James Olney, que questionou a 'amanuense' de incidentes específicos no relato de Northup e sugeriu que David Wilson, o 'amanuense' branco a quem Northup tinha ditado a sua história, tinha tomado a liberdade de enfeitá-lo para torná-lo ainda mais eficaz em mobilizar a opinião pública contra a escravidão". Segundo Olney, quando os abolicionistas convidaram um ex-escravo para compartilhar sua experiência na escravidão em uma convenção antiescravagista, e quando, posteriormente, financiou a aparência de que a história na mídia impressa, "eles tinham certas expectativas claras e bem compreendidas por si mesmas e bem compreendida pelo ex-escravo, também."
Noah Berlatsky escreveu no The Atlantic sobre uma cena na versão do filme de McQueen, pouco depois que Northup é sequestrado, quando ele está em um navio com destino ao sul, quando um marinheiro que entrou na espera está prestes a estuprar uma mulher escrava, quando um escravo intervém. "O marinheiro sem hesitação o esfaqueia e mata", ele escreveu, e "isso parece improvável em sua face—escravos são valiosos, e o marinheiro não é o proprietário. E, com certeza, a cena não está no livro."
Forrest Wickman de Slate escreveu sobre o livro de Northup dando uma visão mais favorável do mestre de uma única vez do autor, William Ford, que o filme McQueen. Nas próprias palavras de Northup, "Nunca houve um mais amável e nobre homem, sincero cristão do que William Ford", acrescentando que as circunstâncias de Ford "cego [Ford] para o mal inerente na parte inferior do sistema de escravidão." O filme, no entanto, de acordo com Wickham, "freqüentemente prejudica Ford." McQueen também enfraquece o Cristianismo, bem como, em um esforço para atualizar as lições éticas da história de Northup para o século 21, ao considerar as instituições do cristianismo da época contra a luz para a sua capacidade para justificar a escravidão. Northup era um cristão de seu tempo, escrevendo seu antigo mestre a ser "cego" por "circunstâncias" que, em retrospecto, significou uma aceitação racista da escravidão, apesar de ser um cristão, uma posição insustentável para os cristãos contemporâneos mas não contraditório para o próprio Northup. Valerie Elverton Dixon no Washington Post caracterizou o cristianismo retratado no filme como "quebrado."

## Distribuição

### Lançamento

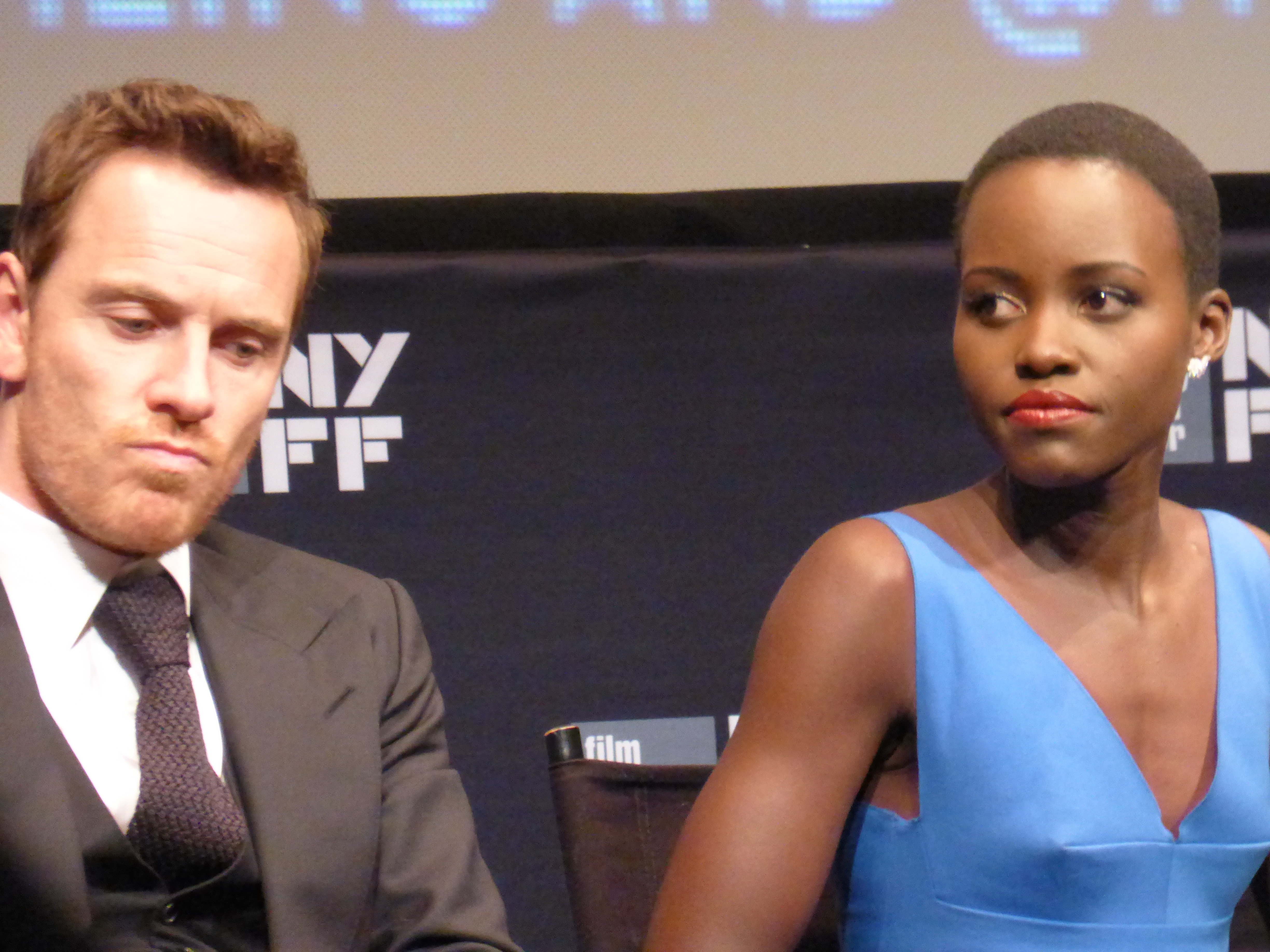
Michael Fassbender e Lupita Nyong'o no Festival de Cinema de Nova Iorque de 2013

12 Years a Slave estreou no Festival de Telluride em 30 de agosto de 2013, antes de triagem no Festival de Toronto 2013 em 6 de setembro, e Festival de Cinema de Nova Iorque em 8 de outubro, e Philadelphia Film Festival em 19 de outubro de 2013.
Em 15 de novembro de 2011, a Summit Entertainment anunciou que havia conseguido um acordo para distribuir 12 Years a Slave para os mercados internacionais. Em abril de 2012, poucas semanas antes da filmagem principal, New Regency Productions concordou em co-financiar o filme. Por causa de um pacto de distribuição entre a 20th Century Fox e New Regency, Fox Searchlight Pictures adquiriu os direitos de distribuição dos Estados Unidos do filme. No entanto, em vez de pagar os direitos de distribuição, a Fox Searchlight fez um acordo em que compartilhariam os rendimentos da bilheteria com os financiadores do financiamento independente 12 Years a Slave foi lançado comercialmente em 18 outubro de 2013 nos Estados Unidos para um lançamento limitado de 19 cinemas, com uma grande liberação nas semanas subseqüentes. O filme foi inicialmente programado para ser lançado no final de dezembro de 2013, mas "algumas sessões de teste exuberantes" levou à decisão de mudar-se a data de lançamento.

### Marketing
Devido à natureza e explícito estatuto de candidato a prêmio do filme, 12 Years a Slave tem seu sucesso financeiro sendo vigiado de perto. Muitos analistas têm comparado o conteúdo do filme para outro épico de drama de forma semelhante, como Schindler's List (1993) e The Passion of the Christ (2004), que se tornaram sucesso de caixa, apesar de seus respectivos temas. "Pode ser um assunto difícil, mas quando bem tratadas ... filmes que são difíceis de sentar-se com ainda pode ser bem sucedido comercialmente", disse Phil Contrino de Boxoffice Magazine. Apesar de seu conteúdo, sucesso de crítica do filme ajudou a sua distribuição nacional pela Fox Searchlight, que começou com um limitado lançamento direcionado principalmente para a casa de arte e mecenas afro-americanas. O lançamento do filme foi progressivamente alargado nas semanas subseqüentes, da mesma forma como o estúdio tinha feito com sucesso nos anos anteriores, com filmes como Black Swan e The Descendants. Datas de lançamento internacional para 12 Years a Slave têm sido largamente adiado para início de 2014, a fim de aproveitar a atenção criado pelas temporadas de prêmios de filmes.
Durante a sua campanha de marketing, 12 Years a Slave recebeu endossos não pagos por celebridades como Kanye West e Sean Combs. Em um vídeo postado pelo canal Revolt, Combs exortou os espectadores a ver 12 Years a Slave, afirmando:. "Este filme é muito doloroso, mas muito honesto, e é uma parte do processo de cura. Peço a todos vocês para levar seus filhos, todo mundo para vê-lo .... você tem que ver isso para que você possa entender, de modo que você pode simplesmente começar a entender."

## Recepção

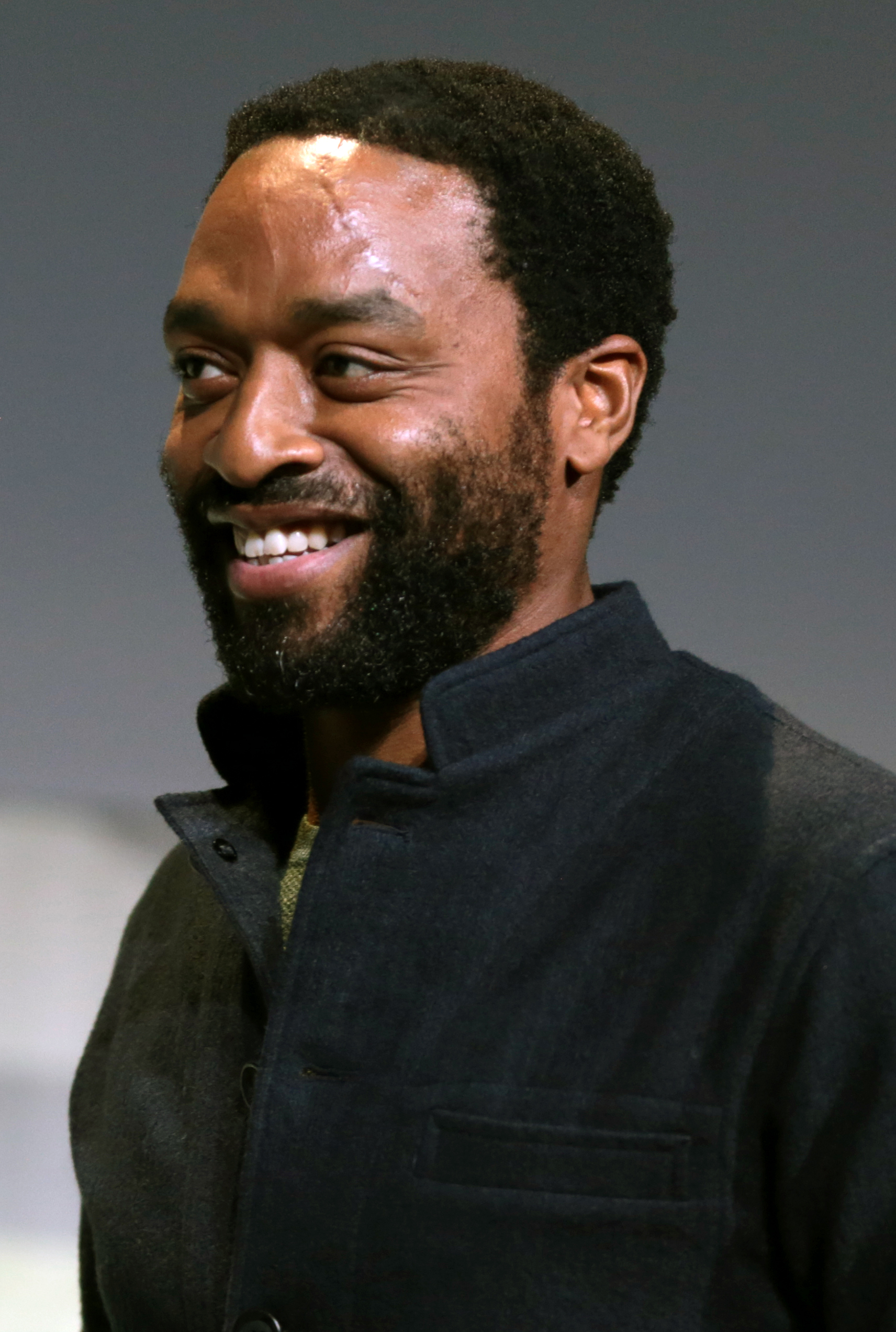
Chiwetel Ejiofor

### Bilheteria
12 Years a Slave ganhou um total nacional de 37 164 225 dólares a partir de 23 de dezembro de 2013. Durante a sua inauguração de lançamento limitado nos EUA, 12 Years a Slave estreou com um total de fim de semana de 923 715 dólares em 19 telas para um 48 617 dólares média por tela. O fim de semana seguinte, o filme entrou no top ten após uma expansão de 123 cinemas e arrecadou um adicional de 2,1 milhões de dólares. Ele continuou a melhorar em seu terceiro fim de semana, arrecadando 4,6 milhões em 410 localidades. O lançamento do filme foi expandido para mais de 1.100 localidades em 8 de Novembro de 2013.

### Crítica
12 Years a Slave foi aclamado pela crítica mundial. No Site Rotten Tomatoes tem uma aprovação de 96%, baseado em 288 críticas. No site Metacritic, o filme recebeu a nota 97, baseado em 48 críticas.

## Prêmios e indicações

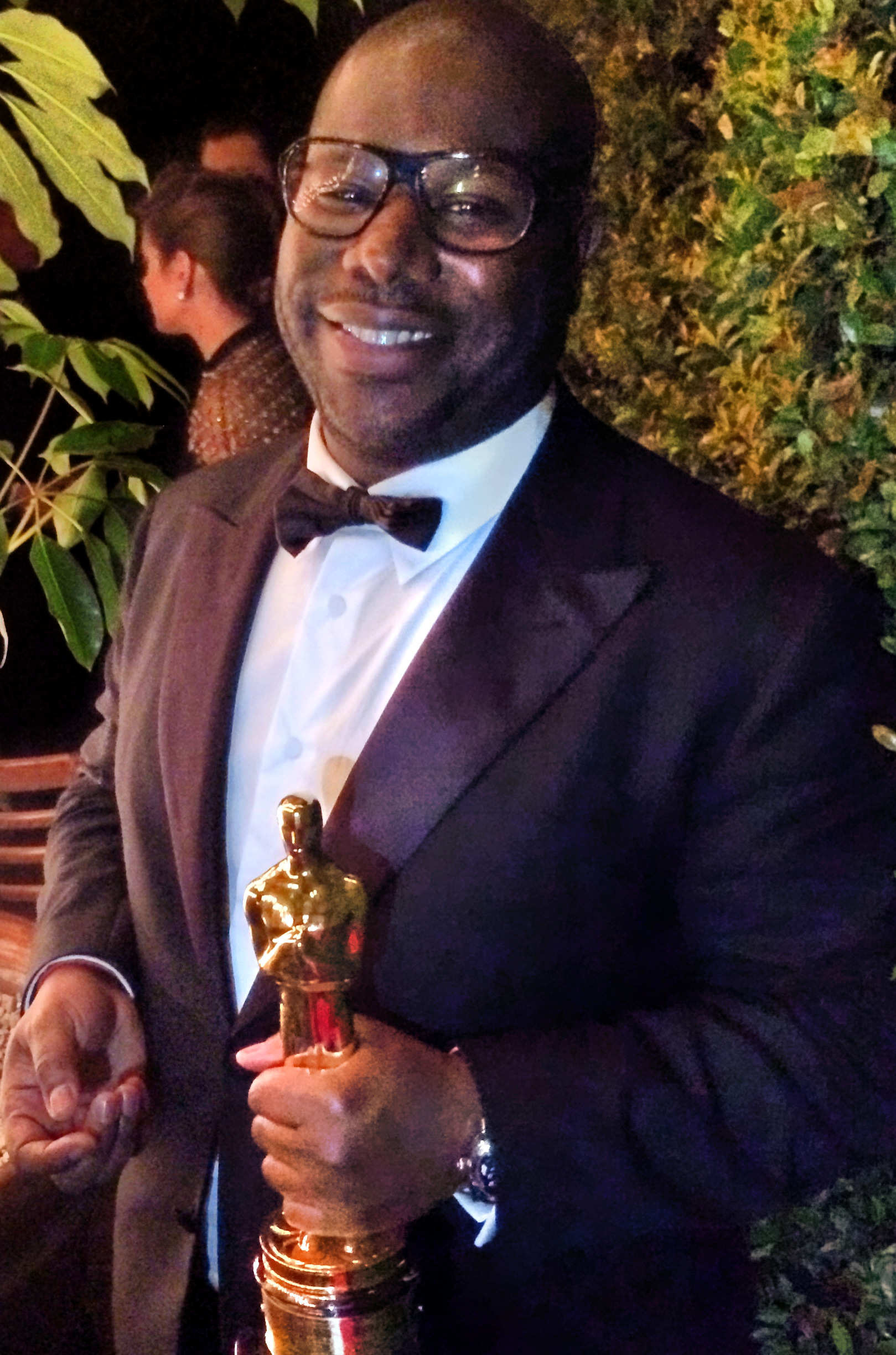
O diretor Steve McQueen exibe a estatueta de melhor filme na cerimônia do Oscar 2014

| Prêmio             | Categoria                     | Recipiente                                                              | Resultado |
| ------------------ | ----------------------------- | ----------------------------------------------------------------------- | --------- |
| Oscar 2014         | Melhor filme                  | Brad Pitt, Dede Gardner, Jeremy Kleiner, Steve McQueen, Anthony Katagas | Venceu    |
| Oscar 2014         | Melhor direção                | Steve McQueen                                                           | Indicado  |
| Oscar 2014         | Melhor ator                   | Chiwetel Ejiofor                                                        | Indicado  |
| Oscar 2014         | Melhor ator coadjuvante       | Michael Fassbender                                                      | Indicado  |
| Oscar 2014         | Melhor atriz coadjuvante      | Lupita Nyong'o                                                          | Venceu    |
| Oscar 2014         | Melhor Roteiro Adaptado       | John Ridley                                                             | Venceu    |
| Oscar 2014         | Melhor design de produção     | Adam Stockhausen, Alice Baker                                           | Indicado  |
| Oscar 2014         | Melhor figurino               | Patricia Norris                                                         | Indicado  |
| Oscar 2014         | Melhor edição                 | Joe Walker                                                              | Indicado  |
| BAFTA 2014         | Melhor filme                  | Anthony Katagas, Brad Pitt, Dede Gardner, Jeremy Kleiner, Steve McQueen | Venceu    |
| BAFTA 2014         | Melhor direção                | Steve McQueen                                                           | Indicado  |
| BAFTA 2014         | Melhor ator                   | Chiwetel Ejiofor                                                        | Venceu    |
| BAFTA 2014         | Melhor ator coadjuvante       | Michael Fassbender                                                      | Indicado  |
| BAFTA 2014         | Melhor atriz coadjuvante      | Lupita Nyong'o                                                          | Indicado  |
| BAFTA 2014         | Melhor roteiro adaptado       | John Ridley                                                             | Indicado  |
| BAFTA 2014         | Melhor montagem               | Joe Walker                                                              | Indicado  |
| BAFTA 2014         | Melhor design de produção     | Adam Stockhausen, Alice Baker                                           | Indicado  |
| BAFTA 2014         | Melhor cinematografia         | Sean Bobbitt                                                            | Indicado  |
| BAFTA 2014         | Melhor trilha sonora original | Hans Zimmer                                                             | Indicado  |
| BAFTA 2014         | Melhor ator/atriz em ascensão | Lupita Nyong'o                                                          | Indicado  |
| Globo de Ouro 2014 | Melhor filme - drama          | Anthony Katagas, Brad Pitt, Dede Gardner, Jeremy Kleiner, Steve McQueen | Venceu    |
| Globo de Ouro 2014 | Melhor direção                | Steve McQueen                                                           | Indicado  |
| Globo de Ouro 2014 | Melhor ator - drama           | Chiwetel Ejiofor                                                        | Indicado  |
| Globo de Ouro 2014 | Melhor ator coadjuvante       | Michael Fassbender                                                      | Indicado  |
| Globo de Ouro 2014 | Melhor atriz coadjuvante      | Lupita Nyong'o                                                          | Indicado  |
| Globo de Ouro 2014 | Melhor roteiro                | John Ridley                                                             | Indicado  |
| Globo de Ouro 2014 | Melhor trilha sonora          | Hans Zimmer                                                             | Indicado  |